# Maria Iêda Guimarães
Maria Iêda Guimarães (Rio de Janeiro, 30 de agosto de 2000) é uma pentatleta brasileira.

## Biografia
Sua carreira começou anos nove anos de idade, quando participou do  PentaJovem, um projeto da Confederação Brasileira de Pentatlo Moderno para revelar novos atletas da modalidade.
Disputou os Jogos Olímpicos de Verão da Juventude de 2018, em Buenos Aires, ficando na 17ª posição na classificação geral. Esteve presente também nos Jogos Sul-Americanos de 2018, em Cochabamba, ficando com o ouro no revezamento misto ao lado de Victor Aguiar e o bronze no individual.
Nos Jogos Pan-Americanos de 2019, em Lima, ficou em quarto lugar e garantiu presença nos Jogos Olímpicos de Verão de 2020, em Tóquio.
Na disputa olímpica, Iêda ficou em 36º lugar. Ela sofreu uma queda durante a prova do hipismo e acabou não participando da disputa que combina tiro e corrida.